# Phyllanthus mckenziei
Phyllanthus mckenziei là một loài thực vật có hoa trong họ Diệp hạ châu. Loài này được Fosberg miêu tả khoa học đầu tiên năm 1978.